# Apchaur
Apchaur (nep. आँपचौर) – gaun wikas samiti w zachodniej części Nepalu w strefie Lumbini w dystrykcie Gulmi. Według nepalskiego spisu powszechnego z 2001 roku liczył on 886 gospodarstw domowych i 4233 mieszkańców (2446 kobiet i 1787 mężczyzn).